# Baorisa hieroglyphica
Baorisa hieroglyphica är en fjärilsart som beskrevs av Moore 1882. Baorisa hieroglyphica ingår i släktet Baorisa och familjen nattflyn. Inga underarter finns listade i Catalogue of Life.

## Bildgalleri

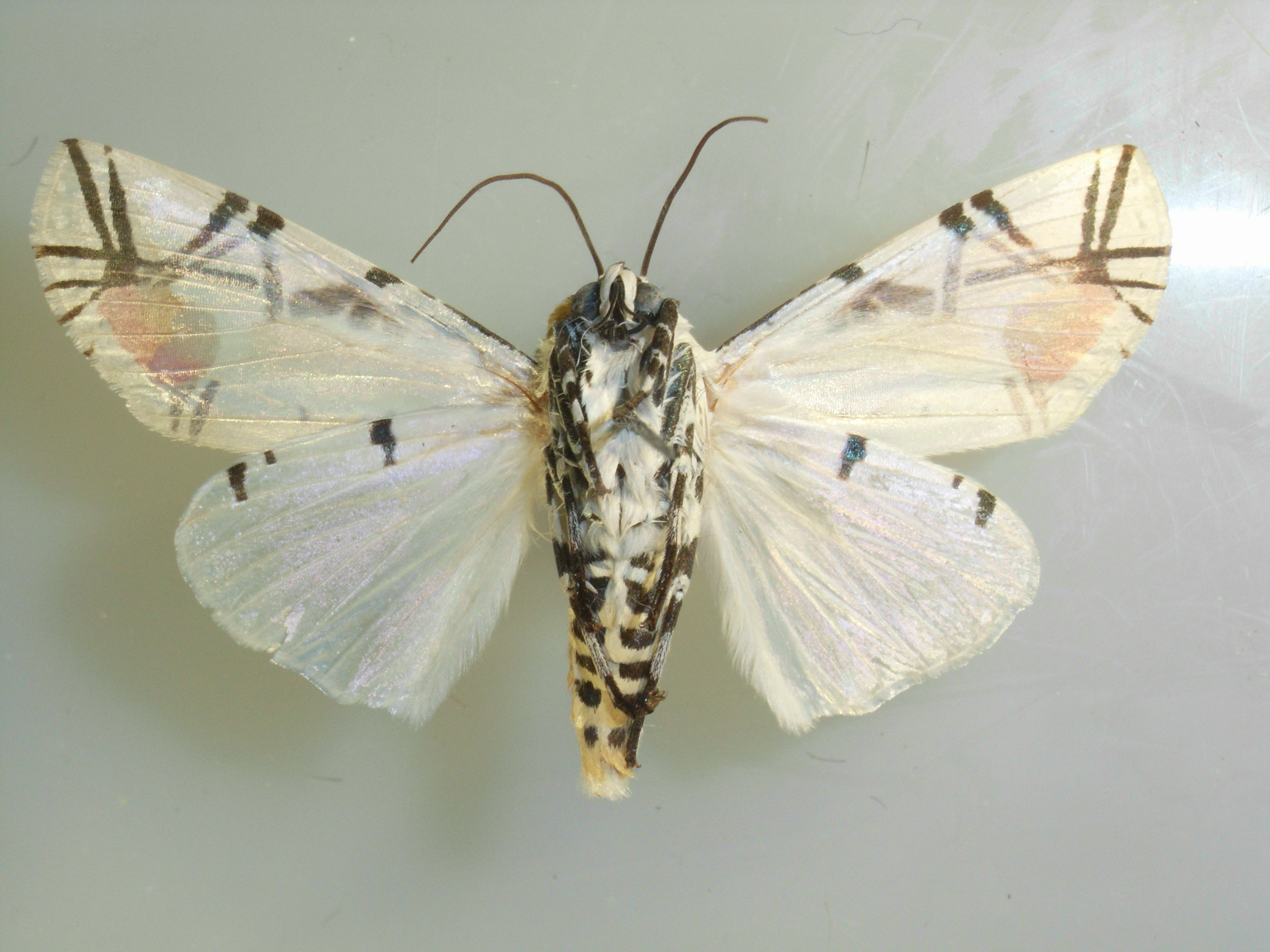